# Chactas platillonensis
Espèce
Chactas platillonensis est une espèce de scorpions de la famille des Chactidae.

## Distribution
Cette espèce est endémique de l'État de Guárico au Venezuela. Elle se rencontre vers Juan Germán Roscio à 1 000 m d'altitude sur le Cerro Platillón.

## Description
Le mâle holotype mesure 37,39 mm et la femelle paratype 48,37 mm.

## Étymologie
Son nom d'espèce, composé de platillon et du suffixe latin -ensis, « qui vit dans, qui habite », lui a été donné en référence au lieu de sa découverte, le Cerro Platillón.

## Publication originale
- González-Sponga & Wall-González, 2007 : Biodiversidad en Venezuela. Arácnidos. Descripción de cuatro nuevas especies del género Chactas, (escorpiones: chactidae) de la región centro occidental. Revista de Investigación, Caracas, vol. 1, no 61, p. 7-24 (texte intégral).